# Organizzazione internazionale del lavoro
L'Organizzazione internazionale del lavoro (spesso abbreviata OIL in lingua italiana) è un'agenzia specializzata delle Nazioni Unite che si occupa di promuovere la giustizia sociale e i diritti umani internazionalmente riconosciuti, con particolare riferimento a quelli riguardanti il lavoro in tutti i suoi aspetti.
È stata la prima agenzia specializzata a far parte del sistema delle Nazioni Unite nel 1946, ma la sua fondazione risale al 1919 in seno alla Società delle Nazioni. Al 2022, ne fanno parte 187 Stati e le lingue ufficiali sono inglese, francese e spagnolo. Ha sede principale a Ginevra.
L'Organizzazione è internazionalmente conosciuta attraverso i suoi acronimi ufficiali: ILO in inglese (International Labour Organization), OIT in francese (Organisation internationale du travail) e spagnolo (Organización Internacional del Trabajo).

## Struttura
L'ILO attua il suo mandato attraverso tre istituti principali, ognuno dei quali a struttura tripartita (governi, datori di lavoro, lavoratori), caratteristica unica e distintiva dell'organizzazione:
1. Conferenza internazionale del lavoro. Gli Stati membri dell'ILO vi partecipano ogni anno a giugno presso la sede di Ginevra . Ogni Stato membro è rappresentato da due rappresentanti del governo (uno dei quali solitamente è il Ministro del Lavoro), un delegato per le organizzazioni nazionali dei lavoratori e uno per quelle dei datori di lavoro. Il compito primario della Conferenza è quello di stabilire e adottare le norme internazionali del lavoro, accanto a quelli di approvare il budget e di eleggere il consiglio di amministrazione. È anche un'occasione importante per discutere questioni sociali e del lavoro di rilevanza mondiale.
2. Consiglio di amministrazione. È l'organo esecutivo e permane in carica per tre anni; decide la politica dell'ILO, definendo il programma delle attività e il relativo budget. È composto da 28 membri rappresentanti dei governi, 14 rappresentanti dei lavoratori e 14 rappresentanti dei datori di lavoro. 10 seggi del Consiglio sono occupati in modo permanente da rappresentanti dei paesi ad elevata industrializzazione.
3. L'Ufficio Internazionale del Lavoro, meglio conosciuto con l'acronimo BIT in francese (Bureau international du travail), ILO in inglese (International Labour Office) o OIT (Oficina Internacional del Trabajo). È il segretariato permanente dell'Organizzazione, che realizza i programmi e le attività. È guidato da un Direttore Generale a carica elettiva. Per il BIT lavorano circa 1900 funzionari di oltre 110 diverse nazionalità. Il segretariato, ha sede a Ginevra e garantisce una presenza capillare nel mondo grazie a oltre 40 uffici a copertura regionale, sub-regionale o nazionale. Inoltre, attraverso il Centro internazionale di formazione dell'ILO, fornisce formazione diretta e online ai partner privilegiati dell'Organizzazione (governi, lavoratori, datori di lavoro, provenienti dalle diverse aree del mondo) sui temi chiave del mandato ILO.

## Sedi
L'Organizzazione internazionale del lavoro ha sede principale a Ginevra.
In Italia, è presente a Roma (Ufficio ILO per l'Italia e San Marino) e a Torino (Centro internazionale di formazione dell'ILO).

## Ruolo e funzioni

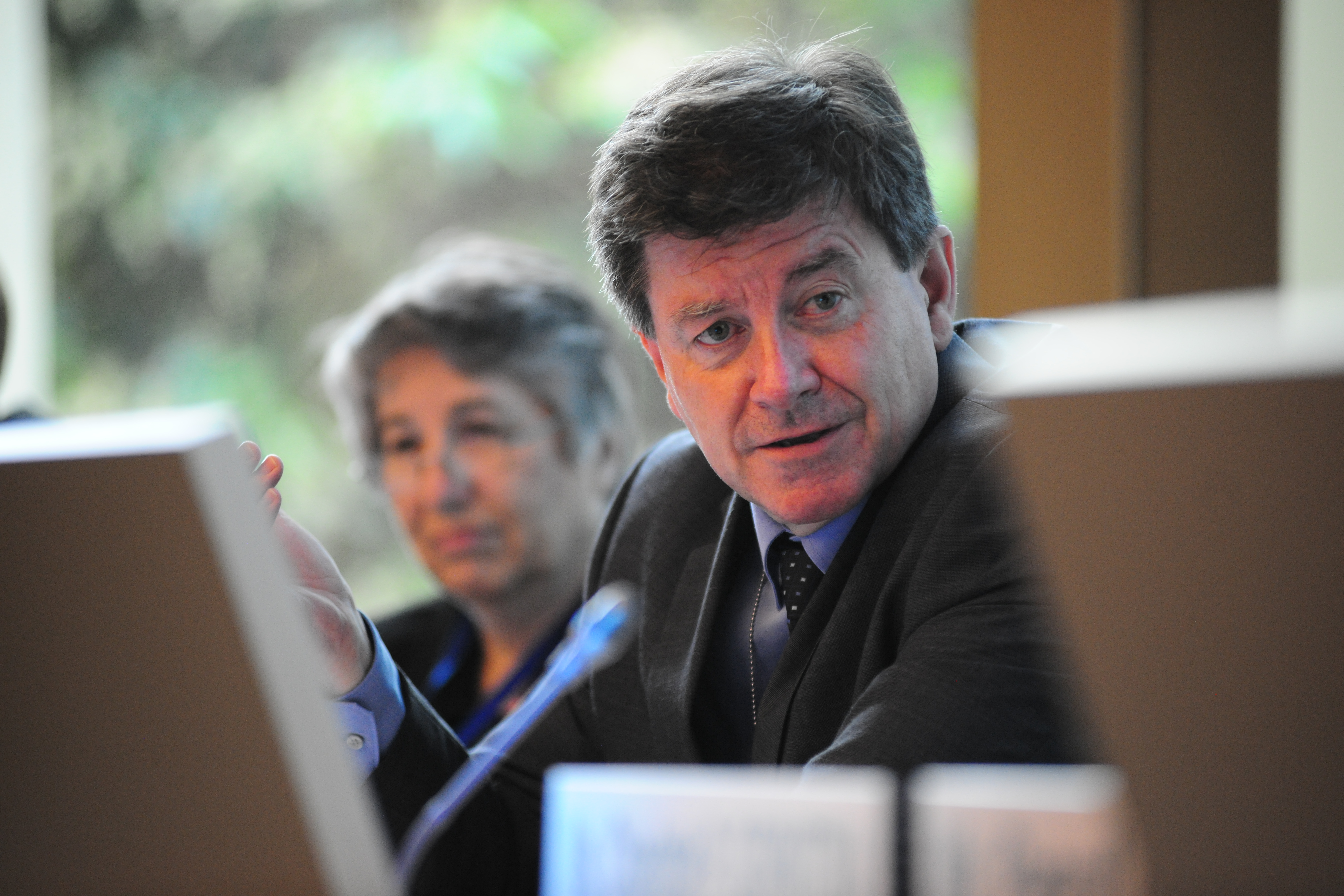
Guy Ryder, ex direttore generale dell'Organizzazione Internazionale del Lavoro

Il ruolo principale dell'ILO è quello di formulare le norme minime internazionali delle condizioni di lavoro e dei diritti fondamentali del lavoratore, tra cui: libertà di associazione, diritto di organizzazione, negoziazione collettiva, abolizione del lavoro forzato, parità di opportunità e trattamento e altre norme che regolano l'intero spettro dei diritti del lavoro.
L'ILO fornisce inoltre assistenza tecnica principalmente nelle seguenti aree: formazione e riabilitazione professionale, politiche per l'occupazione, amministrazione del lavoro, diritto del lavoro e relazioni industriali, condizioni di impiego, gestione dello sviluppo, sviluppo di cooperative, sicurezza sociale, statistiche del lavoro, sicurezza e salute sul posto di lavoro. Promuove infine lo sviluppo di organizzazioni di lavoratori e datori di lavoro indipendenti, e fornisce servizi di formazione e consulenza a tali organismi.
All'interno della famiglia delle Nazioni Unite, l'ILO si caratterizza per unicità grazie ad una struttura tripartita che prevede nel lavoro dei suoi organi costituenti un'equa partecipazione, accanto ai governi, dei rappresentanti delle organizzazioni dei lavoratori e dei datori di lavoro.

## Tribunale
Il Tribunale amministrativo dell'Organizzazione internazionale del lavoro è l'organo dell'ILO che sovrintende alla risoluzione delle controversie tra l'ente e i suoi funzionari. Successivamente alla sua creazione, diverse organizzazioni internazionali hanno affidato al Tribunale la risoluzione delle vertenze nei rapporti tra esse e i loro funzionari.